# Adwokat diabła (film 1993)
Adwokat diabła – amerykański thriller z 1993 roku.

## Obsada
- Rebecca De Mornay – Jennifer Haines
- Don Johnson – David Edgar Greenhill
- Stephen Lang – Phil Garson
- Jack Warden – Moe
- Dana Ivey – sędzia D. Tompkins
- Luis Guzmán – porucznik Martinez
- Robert Kennedy – Caniff
- James Blendick – McMartin